# Pop Heart
Pop Heart è il primo album di cover della cantante italiana Giorgia, pubblicato il 16 novembre 2018 dall'etichetta discografica Microphonica distribuita dalla Sony.

## Descrizione
Il 3 ottobre 2018 Giorgia rivela tramite i propri canali social il titolo del nuovo progetto discografico: Pop Heart, primo album di cover della sua carriera. Il disco è prodotto da Michele Canova Iorfida. Si tratta del primo album di cover, nel quale la cantautrice romana si cimenta in brani di Whitney Houston, Tiziano Ferro, Zucchero Fornaciari, Jovanotti, Pino Daniele, gli Eurythmics, Vasco Rossi, Elisa, Marco Mengoni.
Come ha dichiarato nelle numerose interviste successive all'uscita del disco, questo album è per la cantante romana un modo per far conoscere il suo amore per la musica e il suo percorso di "ascoltatrice". Ha per questo spaziato da brani anni '80 a pezzi più recenti, ma sempre legati dal suo gusto di ascoltatrice e fruitrice di musica, concedendosi di spaziare in più generi e senza un vero filo logico.
L'album contiene anche un duetto con Tiziano Ferro nel brano Il conforto, e due camei musicali: Eros Ramazzotti nei cori di Una storia importante ed Elisa in Gli ostacoli del cuore.

## Promozione

### Singoli
Il 9 ottobre è stato rivelato il primo singolo estratto dal nuovo progetto discografico, in rotazione radiofonica dal 12 ottobre 2018, il brano Le tasche piene di sassi di Jovanotti.
Dal progetto discografico viene poi estratto come secondo singolo il brano Una storia importante di Eros Ramazzotti, in tutte le radio dal 7 dicembre. Il 20 febbraio 2019, invece, annuncia il terzo singolo Sweet Dreams (Are Made of This), degli Eurythmics.

### Tour
Il 5 novembre è stato annunciato il Pop Heart Tour previsto per aprile e maggio 2019. Il 22 marzo 2019 annuncia un tour estivo, il Pop Heart Summer Nights, con una prima data al Lucca Summer Festival 2019, in coppia con Janelle Monáe.

## Accoglienza
| Recensione       | Giudizio |
| ---------------- | -------- |
| All Music Italia | 4/10     |
| Rockol           | 6/10     |

Fabio Fiume di All Music Italia non resta particolarmente colpito dal progetto, scrivendo che la scelta dei brani «dovrebbe garantire un risultato maestoso, ma che invece di maestoso, al fine, non ha proprio nulla», definendolo «vuoto» poiché «non sfrutta le sue meravigliose doti vocali» e «non sostituisce l’assenza di queste con un carico emozionale che non ne faccia sentire la mancanza». Rockol sottolinea che la cantante ripropone i brani «vestendole con abiti sonori talvolta completamente diversi dalle versioni originali» con sonorità elettroniche.

## Tracce
1. Le tasche piene di sassi (cover di Jovanotti) – 3:45
2. Una storia importante (feat. Eros Ramazzotti) (cover di Eros Ramazzotti) – 3:49
3. Lei verrà (cover di Mango) – 3:32
4. Gli ostacoli del cuore (feat. Elisa) (cover di Elisa) – 3:58
5. Dune mosse (cover di Zucchero Fornaciari) – 5:38
6. Il conforto (feat. Tiziano Ferro) (cover di Tiziano Ferro feat. Carmen Consoli) – 3:52
7. Sweet Dreams (Are Made of This) (cover degli Eurythmics) – 3:10
8. L'ultimo bacio (cover di Carmen Consoli) – 3:22
9. I Will Always Love You (cover di Dolly Parton e successivamente di Whitney Houston) – 4:02
10. I Feel Love (cover di Donna Summer) – 3:08
11. Anima (cover di Pino Daniele) – 4:29
12. Open Your Heart (cover di Madonna) – 3:59
13. L'essenziale (cover di Marco Mengoni) – 3:36
14. Vivere una favola (cover di Vasco Rossi) – 4:38
15. Stay (feat. Ainé) (cover di Rihanna feat. Mikky Ekko) – 4:01

Durata totale: 58:59

## Classifiche
| Classifica (2018) | Posizione massima |
| ----------------- | ----------------- |
| Italia            | 2                 |
| Svizzera          | 44                |

### Classifiche di fine anno
| Classifica (2018) | Posizione |
| ----------------- | --------- |
| Italia            | 25        |
| Classifica (2019) | Posizione |
| Italia            | 79        |